# Antonia de Rendinger
Pour les articles homonymes, voir Antonia.
Antonia de Rendinger connue aussi sous le nom de scène d’Antonia, strasbourgeoise née le 26 décembre 1974 à la maternité de  Schiltigheim (Bas-Rhin), est une comédienne et humoriste française ; elle est également chroniqueuse et animatrice.

## Biographie

### Famille et jeunesse
Elle est la fille de Patrice de Rendinger et de Sylvie Cazettes de Saint-Léger. Côté paternel, elle est issue d'une famille de barons, militaires décorés et compte comme ancêtre François-Ignace Derendinger, brasseur à Haguenau qui fut en 1805 l'introducteur de la culture du houblon en Alsace. Côté maternel, sa lignée comprend plusieurs branches issues de la noblesse et bourgeoisie françaises.

### Formation
Titulaire de deux maîtrises en ethnologie et lettres modernes et d'un diplôme d'études approfondies de sociologie, elle intègre en parallèle de ses études La Lolita (Ligue ouverte et libre d'improvisation théâtrale amateur) de Strasbourg en 1993. Elle part ensuite pour Montréal en 1995, où elle fréquente pendant un an la Ligue d'improvisation montréalaise puis en 1996 elle suit des cours au Théâtre jeune public de Strasbourg et rejoint la troupe Inédit Théâtre en 1999,.

### Parcours
En 2002, elle écrit, met en scène et interprète son premier one-woman-show Itinéraire d'une enfant ratée. Elle participe avec ce spectacle au Festival Off d'Avignon 2004. Son deuxième spectacle Travail, Famille, Poterie sera représenté pour la première fois au Kafteur à Strasbourg en 2008. C'est avec ce one-woman-show qu'elle remportera le prix « Henri SalvadOr » 2012 au Festival Mont-Blanc d’humour de Saint-Gervais, décerné par le jury présidé par Claude Lelouch.
Elle a participé à différentes émissions de télévision : Les Coups d'humour (TF1), Pliés en 4 (France 4), Les Années bonheur (France 2), Vivement dimanche (France 2), Vendredi tout est permis (TF1), On n'demande qu'à en rire (France 2), etc.
Catherine Barma, productrice de l'émission On n'demande qu'à en rire présentée sur France 2 par Laurent Ruquier à laquelle elle participe de 2012 à 2014, la présente comme « la révélation féminine de l'émission » et elle se fait connaître du grand public. Cette notoriété lui permettra de montrer son travail dans des festivals d'humour tels que le Montreux Comedy Festival,, le Festival de Ramatuelle aux côtés de Michel Boujenah ou le Festival Youhumour auprès d'Anne Roumanoff.
En 2013, elle participe à la web-série humoristique réalisée pour la sortie de l'album Illusions du trompettiste Ibrahim Maalouf. Elle est aux côtés d'Annette Frier dans la série documentaire « Chers ennemis : les Français et les Allemands » diffusée entre le 2 et le 13 décembre sur Arte. La série sera nommée aux Deutschen Fernsehpreis, prix de la télévision allemande, dans la catégorie Meilleure Série Documentaire. Une suite est réalisée en 2017 intitulée « Notre Europe, quelle histoire ! », diffusée aussi sur ARTE.
En mars 2015, elle entame une série de spectacles improvisés au Camionneur à Strasbourg sous le titre Antonia se cherche…, qui seront la base de son troisième one-woman-show Moi jeu !.
Le 4 juin 2016, elle participe à la soirée de gala du Festival Marrakech du Rire, présentée par Jamel Debbouze et diffusée sur M6 le 29 juin 2016.
En décembre 2017, Antonia de Rendinger fait la première partie du spectacle de Dany Boon à l'Olympia.
En septembre 2018, elle joue dans l'adaptation théâtrale du film Trois hommes et un couffin, mise en scène par Coline Serreau. La dernière est diffusée en direct du Théâtre du Gymnase sur France 2. En 2019, elle est co-auteure avec Sandrine Viglino et Christophe Bugnon du spectacle Road Trip de Sandrine Viglino.
En 2022, elle joue le personnage de Lucie, professeure de CP A dans la série française Comme des gosses sur M6.

## Filmographie

### Cinéma
- 2017 : La Deuxième Étoile de Lucien Jean Baptiste : paroissienne
- 2018 : La Ch'tite Famille de Dany Boon : madame de Cléry[23]
- 2019 : All Inclusive de Fabien Onteniente : hôtesse de l'air[24]
- 2021 : Opération Portugal de Frank Cimiere : Colonel Faillancier
- 2021 : 8, Rue de l'Humanité de Dany Boon : Maîtresse d'école
- 2021 : Flashback de Caroline Vigneaux : Monique
- 2023 : La Vie pour de vrai de Dany Boon : La vendeuse de chaussures

### Télévision
- 2018 : Le Bal des désobéissantes d'Antoine Galey (Paris Première)
- 2020 : Faites des gosses de Diane Clavier et Samantha Mazeras : Clémence (France 2)
- Depuis 2020 : César Wagner d'Antoine Garceau : Philomène Fischer
- 2021 : Face à Face, série, ép. 7, Tabou de Julien Zidi : Juliette Felton
- 2022 : Comme des gosses de Béatrice Fournera et Gaël Leforestier : Lucie (M6)
- 2022 : Désordres de Florence Foresti : Maman de Maxime (Canal+)[25]
- 2023 : En place (série Netflix) de Jean-Pascal Zadi : la gynécologue
- 2025 : Meurtres à... (collection) : Meurtres à Bussang  de Didier Bivel : Procureur Berger

## Émissions de télévision
- 1999 - 2000 : Place de Bordeaux (France 3 Alsace)
- 2000 - 2003 : Tea Theim (France 3 Alsace)
- 2004 : Les Coups d'humour (TF1)
- 2008 - 2009 : Pliés en 4 (France 4)
- 2012 - 2014 : On n'demande qu'à en rire (France 2)[4]
- 2013 : Les années bonheur (France 2)
- 2013 et 2014 : Les Grands du rire (France 3)
- 2013 : Chers ennemis : les Français et les Allemands (ARTE)[15]
- 2014 : Vivement Dimanche (France 2)
- 2015 : L'Académie des neuf (NRJ 12)
- 2015 - 2018 : Vendredi tout est permis (TF1)[26]
- 2017 : Notre Europe : quelle histoire ! (ARTE)[27]
- 2017 : Vous pouvez répéter la question ? (France 4)[28]
- 2017 : Rire pour un toit (M6)[29]
- 2018 : Trois hommes et un couffin - captation théâtrale (France 2)[22]
- 2022 : Piquantes ! (Téva)[30]

Liste des sketchs écrits pour On n'demande qu'à en rire
| 1       | Je chante à la fête de l’Huma (participation de Sylvain Troesch) | 27 septembre 2012 | 77                                         |
| 2       | Crèche clandestine à Marseille | 26 octobre 2012   | 90                                         |
| 3       | J’achète mon sapin avant tout le monde | 14 novembre 2012  | 90                                         |
| 4       | Laurence Ferrari raconte Babar | 3 décembre 2012   | 93                                         |
| 5       | Le retour des stars des années 1980 (participation de Cookie Dingler) | 12 décembre 2012  | 97                                         |
| 6       | Une miss explique ses photos dénudées | 19 décembre 2012  | 98                                         |
| 7       | Les églises pour loger les sans-abris | 17 janvier 2013   | 86                                         |
| 8       | Je pleure à chaque fois que je vois Bambi (participation d'Artus) | 22 janvier 2013   | 16/20 (Téléspectateurs)                    |
| 9       | Un marin rentre chez lui après 78 jours en mer (participation d'Ahmed Sylla, Paco, Nicole Ferroni, Julie Villers, Arnaud Tsamere, Anthony Joubert et Clément Parmentier) | 14 février 2013   | 99                                         |
| 10      | Je suis le médecin de la reine (participation de Cyril Garnier et Pascal Rocher)                                                                                         | 26 mars 2013      | 99                                         |
| 11      | La nouvelle Camille Claudel (participation de Ahmed Sylla, Anthony Joubert et Matthieu Penchinat)                                                                        | 8 avril 2013      | 89                                         |
| Prime 5 | Mais qui est vraiment Frigide Barjot ? (participation d'Artus, Sacha Judaszko, Donel Jack'sman et Florent Peyre)                                                         | 23 avril 2013     | 186/200 (Jury : 95 - Téléspectateurs : 91) |
| 12      | Le Musée Abba (participation de Sacha Judaszko, Artus, Guillaume Sentou et Sandra Colombo)                                                                               | 10 juin 2013      | 70                                         |
| 13      | J'appartiens au lobby des armes aux USA | 20 juin 2013      | 70                                         |
| Prime 6 | D&CO (participation de Florent Peyre, Arnaud Cosson et Ben) | 28 juin 2013      | 124/200 (Jury : 59 - Téléspectateurs : 65) |

| Non noté 1 | La dictée revue et corrigée | 2 mai 2014     |
| Non noté 2 | Adriana aux côtés de la Croix-Rouge pour la collecte (participation de Guillaume Sentou et Florent Peyre)                                   | 23 juin 2014   |
| Non noté 3 | le Château de Dracula est à vendre (participation de Garnier et Sentou, Steeven & Christopher, Emmanuel & Jeanne, Vérino et Les Décaféinés) | 2 juillet 2014 |

Antonia récolte la note de 99/100 à deux reprises. Elle arrive première ex aequo du prime 5 et est qualifiée pour le spectacle du Casino de Paris.

## Théâtre
- 2003 : Itinéraire d'une enfant ratée
- 2008 : Travail, Famille, Poterie, mise en scène Olivier Sitruk et conception Antonia de Rendinger
- 2010 : Super scène
- 2010 : Mini marathon
- 2013 : Des brèves de comptoir d'après Jean-Marie Gourio, mise en scène Jean-Luc Falbriard
- 2015 : Antonia se cherche…, mise en scène Olivier Sitruk et conception Antonia de Rendinger
- 2017 : Antonia de Rendinger - Moi jeu ! d’Antonia de Rendinger, mise en scène Olivier Sitruk et conception Antonia de Rendinger
- 2018 : Trois hommes et un couffin d'après Coline Serreau, mise en scène Coline Serreau
- 2022 : Scènes de corps et d'esprit, d’Antonia de Rendinger, mise en scène Caroline Duffau[31]

## Radio
- 2016 - 2017 : chroniqueuse pour l'émission Ça pique mais c'est bon d'Anne Roumanoff, sur Europe 1.
- 2015 - 2017 : chroniqueuse pour l'émission Une heure avec... sur Rire et Chansons.

## Doublage et voix off
- Depuis 2009, elle est la voix française de Dörthe Eickelberg dans l'émission X:enius (Arte).
- 2009 : Ma maison en chantier (Odyssée).
- 2012 : Promenons nous dans les contes (France 3 Alsace).
- 2013 : Le jour le plus court (Arte).
- 2013 : La Théorie de l'évolution, petites histoires du vivant de Samba Soussoko
- 2016 : Tout en haut du monde de Rémi Chayé
- 2021 : Même les souris vont au paradis de Jan Bubeniček et Denisa Grimmovà[32]

## Distinctions
- Prix du Jury 2006 au Festival national des humoristes de Tournon-sur-Rhône[33]
- Prix du Jury 2007 aux Estivales du Rire de Dinard[34]
- Prix du Jury « Henri SalvadOr » 2012, Festival d'humour de Saint-Gervais 2012[8]
- Prix du Public « Charentaise d'Or » 2013, Festival Soyaux Fou d'Humour de Soyaux[35]
- Lauréat SACD 2015 pour « Moi Jeu » (Antonia de Rendinger, auteur et interprète, Olivier Sitruk, metteur en scène, Production Entrescènes) dans la catégorie « Création »[36]